# Erik Åkerlind
Ska ej blandas hop med Erik Åkerlund.
Erik Gustaf Åkerlind (i riksdagen kallad Åkerlind i Hässjö), född 25 april 1864 i Ålands socken, död 2 maj 1936 i Selånger, var en svensk lantbrukare, baptistpastor och politiker (liberal).
Erik Åkerlind, som var son till en skogvaktare, var lärare och föreståndare för olika baptistförsamlingar, från och med 1893 i kyrkan Ebeneser i Söråker i nuvarande Timrå kommun (då Hässjö landskommun) där han också drev ett lantbruk. 1906 lämnade han Ebeneser och åkte till USA för att arbeta som pastor vid svenska baptistförsamlingen i Muskeegon, Michigan, men han återvände senare till Sverige.
Åkerlind var riksdagsledamot i andra kammaren 1900–1905 för Njurunda, Indals och Ljustorps tingslags valkrets och i riksdagen Liberala samlingspartiet. Han var bland annat ledamot av tillfälliga utskottet 1903–1905 och ägnade sig särskilt åt alkohol- och religionsfrågor.